# 아게시폴리스 1세
아게시폴리스 1세(고대 그리스어: ἈγησίπολιςΑ, 라틴어: Agesipolis I, ? - 기원전 380년, 재위 : 기원전 394년 – 기원전 380년)은 스파르타 아기아다이 왕조의 왕이다.

## 즉위
아게시폴리스 1세는 선대의 왕 파우사니아스의 아들이며, 후대의 왕 클레옴브로토스 1세의 형이다. 아게시폴리스는 기원전 394년에 부왕이 테게아로 망명했기 때문에 왕위에 올랐고, 그리고 15년간 군림했다. 왕위에 오를 무렵, 아게시폴리스와 동생 클레옴브로토스는 아직 어렸기 때문에 가까운 친척이었던 아리스토데모스의 후견을 받았다.
아게시폴리스가 왕위에 오를 무렵, 테바이, 아테네, 코린토스, 아르고스는 반 스파르타 동맹을 맺고 스파르타와의 전쟁을 일으켰다.(코린토스 전쟁) (동맹 성립에는 페르시아 태수 티토라우스테스의 배후 공작이 어느 정도 있었다.) 그래서 스파르타 정부는 소아시아에 원정하고 있던 에우리폰 왕조의 왕 아게실라오스 2세를 불러들여, 내정을 맡겼다.
기원전 389년, 성인 연령에 도달한 아게시폴리스는 아르고스를 침공했다. 아르고스는 같은 민족 간의 조상 전래로 내려오는 휴전 조약을 빌미로 휴전을 해서 그의 침공을 저지하려고 했지만 아게시폴리스는 그것을 받아들이지 않고 휩쓸고 다녔다. 여기에는 과거 아르고스로 진격한 아게실라오스보다 더 깊이 진군하겠다는 대항 의식도 있었다. 그러나 지진에 발생했고, 또한 몇 명이 벼락을 맞아 사망했기 때문에 아게시폴리스는 철군을 하게 되었다.
기원전 385년, 스파르타는 코린트 전쟁에서 적대 행위를 한 만티네이아를 침공했다. 원정군을 지휘했던 아게시폴리스는 수공으로 만티네이아를 항복시키고, 주민을 네 마을에 분산시켜 이주시켰다. 또한 이 전투에는 이후 스파르타를 타도하게 되는 테바이 인 에파메이논다스와 펠로피다스도 참여하고 있었다. 펠로피다스가 위기에 빠지자 에파메이논다스가 몸을 던져 그의 목숨을 구했다.

## 죽음
기원전 382년 초 스파르타에 마케도니아 왕국의 아민타스 3세가 오륜토스에 대한 전투에 협력을 요청을 해왔다. 트라키아로 세력 확대를 노리고 있었던 스파르타는 원군 요청을 받아들였다. 처음부터 전투는 잘 풀리지 않았고, 기원전 381년 제2차 원정에서 텔레우티아스가 죽고 패배를 당하자 아게시폴리스가 군을 지휘했다. 기원전 380년에 그는 마케도니아를 통해 오륜토스로 가서 토로니의 영토를 약탈하고 다녔다. 그러나 군사적 성공을 거두었지만, 열병을 앓았고 7일 후 그는 팔레네 반도의 아퓌티스(Aphytis)에서 죽었다. 그의 시신은 보존을 위해 밀랍을 입혀 매장을 위해 스파르타로 수송되었다.
아게시폴리스가 동맹국들에 대한 관용 정책을 펼친데 반해, 아게실라오스 2세는 정반대의 진출적이고, 공격적인 정책을 펼쳤다. 그러나 그는 아게실라오스와 친하게 지내며, 어른으로써 그를 성실하게 존중했다. 차기 왕위는 동생인 클레옴브로토스 1세가 이었다.